# Ле Мађола Норд (Пиза)
Ле Мађола Норд је насеље у Италији у округу Пиза, региону Тоскана.
Према процени из 2011. у насељу је живело 66 становника. Насеље се налази на надморској висини од 4 м.